# Hope (film, 2026)
Pour les articles homonymes, voir Hope.
Pour plus de détails, voir Fiche technique et Distribution.
Hope (hangeul : 호프 ; RR : Hopeu ; litt. « Espoir ») est un film sud-coréen réalisé par Na Hong-jin et dont la sortie est prévue en 2026.

## Synopsis
Après avoir découvert une mystérieuse entité extraterrestre propageant une maladie près du Hopo, village portuaire perdu en pleine campagne, les habitants combattent contre la chose,.

## Fiche technique
- Titre original : 호프
- Titre anglophone : Hope
- Réalisation et scénario : Na Hong-jin
- Photographie : Hong Kyung-pyo[4]
- Production : Na Hong-jin[1]
- Sociétés de production : Forged Films et Plus M Entertainment[1]
- Société de distribution : Plus M Entertainment[1]
- Budget : 50 milliards ₩[2]
- Pays de production :  Corée du Sud
- Langue originale : coréen, anglais
- Genre : science-fiction, catastrophe, énigme, horreur, policier, thriller
- Date de sortie[5] :
  - Corée du Sud : 2026[2] Date sujette à modification

## Distribution
- Hwang Jeong-min : Beom-seok, officier de police[6]
- Jo In-sung : Seong-ki, jeune chasseur[6]
- Jung Ho-yeon : Seong-ae, officier de police[6]
- Michael Fassbender[4]
- Alicia Vikander[4]
- Taylor Russell[7]
- Cameron Britton[7]

## Production

### Genèse et développement
Selon Nate, au début de décembre 2022, Na Hong-jin, en tant que scénariste, producteur et réalisateur, prépare son prochain film de science-fiction Hope (호프) en Corée du Sud, bien qu'à l'origine, il partageait ce projet avec Alfonso Cuarón aux États-Unis. L'histoire, avec un développement différent des autres films de science-fiction, raconte l'apparition des extra-terrestres dans un village perdu en pleine campagne et qu'elle se déroulerait dans les années 1970-1980. L'idée vient de Na Hong-jin, en 2017 ou 2018 : 

« Alors que je mangeais au restaurant, quelque chose d’étrange s'est soudainement produit avec une lumière vive. Et, un peu plus tard, le journal télévisé parlait de cet étrange évènement. Quand cette scène m'est venue à l'esprit, j'ai commencé à songer à une histoire. »

— Na Hong-jin, raconte-il dans un entretien
Selon le réalisateur, le film serait une trilogie, dont le budget au total dépasserait les 100 milliards de won. Pour la première partie de Hope pourrait être supérieure à celle d'Alienoid (외계+인 1부, 2022) de Choi Dong-hoon, le film le plus cher de tous les temps en Corée du Sud. Il précise également que la trilogie n'est pas encore confirmée, qu'il n'a pas encore écrit la suite de ce premier et qu'il ne peut la confirmer que si la première partie fonctionne bien.
Le film est produit par Forged Films, société de Na Hong-jin, avec Plus M Entertainment, propriétaire de Megabox, qui gère également la distribution. Le budget est annoncé environ 33 milliards de wons. La société UTA Independent Film Group s'occupe de l'Amérique du Nord.
Fin mars 2023, Hong Kyung-pyo rejoint le réalisateur pour la deuxième fois, après The Strangers (곡성, 2016), en tant que directeur de photographie.
En décembre 2024, le budget s'élève à 50 milliards wons en raison du contenu nécessitant beaucoup de travail en post-production, notamment en infographie, et d'ajustements de calendrier en proportion du marché mondial.

### Attribution des rôles
|  |

Début décembre 2022, sept ans après le tournage du film The Strangers, le réalisateur Na Hong-jin retrouve l'acteur Hwang Jeong-min qui a accepté le rôle principal.
Début mars 2023, selon son agence IOK Company, Jo In-sung envisagerait bien d'y participer. Fin mars, Michael Fassbender et Alicia Vikander y participent dans le rôle du couple marié, ainsi que la mannequin Jung Ho-yeon pour incarner une officier de police,. Début avril, Taylor Russell et Cameron Britton rejoignent l'équipe.

### Tournage
Le tournage devait commencer au premier semestre de 2023, dans plusieurs régions sud-coréennes, dont la province de Gangwon. La production précise au milieu de l'année,. Mi-juillet, la production rencontre les habitants de Bukpyeong-myeon (ko) dans le district de Haenam (Jeolla du Sud) qui sera le lieu principal.
Le tournage débute en août 2023. Il a lieu dans le village de Namchang, du district de Haenam,. Il a également lieu en Roumanie, dont 29 jours pour les monts Retezat et deux jours pour la cabane Valea Sâmbetei dans les monts Făgăraș, et en Europe de l'Est.
L'équipe s’est également rendu aux studio Westworld (웨스트월드), à Paju (Gyeonggi), pour les effets visuels, où ont été tournées les séries télévisées Sweet Home (2020), The Silent Sea (2021), Extraordinary Attorney Woo (2022) et The Glory (2022).
Les prises de vues prennent fin le 17 mars 2024.

## Sortie
La sortie dans les salles sud-coréennes est prévue pour 2025,, avant de la décaler en 2026.